# Pierre Dewailly
Pierre Dewailly, né le 10 juin 1967 à Tournai et mort le 6 octobre 2000 à Froidmont (section de Tournai), est un coureur cycliste belge, professionnel en 1991.

## Palmarès
- 1986
  - 3e du championnat provincial junior du Hainaut
- 1990
  - 2e du Grand Prix des Flandres françaises
  - 2e de la Zwevezele Koers
  - 3e du Circuit du Pévèle
  - 3e du Circuit méditerranéen
- 1991
  - Grote Prijs Dr. Eugeen Roggeman
  - 2e du Grand Prix La Marseillaise
- 1992
  - Circuit du Port de Dunkerque
  - 3e du Omloop Het Volk, Amateurs